# Liste der Naturdenkmale in Hochscheid
Die Liste der Naturdenkmale in Hochscheid nennt die im Gemeindegebiet von Hochscheid ausgewiesenen Naturdenkmale (Stand 11. März 2024).

## Naturdenkmale
| Nr.         | Bezeichnung                          | Lage                                                                     | Beschreibung                                                           | Bild                                    |
| ----------- | ------------------------------------ | ------------------------------------------------------------------------ | ---------------------------------------------------------------------- | --------------------------------------- |
| ND-7231-397 | Oberbirkenbruch und Unterbirkenbruch | südlich des Ortes; Abteilungen Oberbirkenbruch und Unterbirkenbruch Lage | Quellmoore; flächenhaftes Naturdenkmal, ca. 4,5 ha in zwei Teilflächen | Direkt Bild zu diesem Denkmal hochladen |

## Ehemalige Naturdenkmale
| Nr. | Bezeichnung   | Lage                         | Beschreibung                           | Bild                                    |
| --- | ------------- | ---------------------------- | -------------------------------------- | --------------------------------------- |
|     | Schwedenlinde | Römerstraße, bei Nr. 25 Lage | Tilia sp.; Rechtsverordnung aufgehoben | Direkt Bild zu diesem Denkmal hochladen |
|     | Linde         | Hauptstraße, bei Nr. 20 Lage | Tilia sp.; Rechtsverordnung aufgehoben | Direkt Bild zu diesem Denkmal hochladen |